# Отровна пънчушка
Отровната пънчушка, наричана също лъжлива пънчушка (Hypholoma fasciculare), е вид отровна базидиева гъба от семейство Strophariaceae.

## Описание
Шапката достига до 7 cm в диаметър. Първоначално е звънчевидна, с жълто, влакнесто, изчезващо покривало, а по-късно става разперена до плоска, с гърбичка в средата, с дълго запазващ се подвит ръб, суха, гладка, гола. На цвят е сярножълта, жълто-оранжева до оранжево-кафеникава, като по периферията е по-светла отколкото в центъра. Пънчето достига дължина 10 cm и е цилиндрично, често странично извито, влакнесто и кухо. На цвят е сярножълто, по-късно жълто до ръждиво, с остатъци от покривалото в зоната на пръстенчето. Месото е тънко, жълто на цвят, доста горчиво на вкус и с неприятна миризма. Гъбата е отровна и може да бъде смъртоносна.

## Местообитание
Среща се много често през май – ноември в широколистни и иглолистни гори, а и извън тях, например край пътища или по слънчеви поляни. Обикновено расте на големи туфи върху гниещи пънове или заровена в земята дървесина.